# Източен Майо-Кеби
Източен Майо-Кеби (на френски: Mayo-Kebbi Est) е регион в Чад. Столица е град Бонгор. Намира се на част от територията бившата префектура Майо-Кеби. От август 2007 година губернатор на региона е Махамат Нимир Хамата.

## Единици
Регионът включва 4 департамента:
| Департамент | Столица   | Под-префектури             |
| ----------- | --------- | -------------------------- |
| Кабия       | Гуну Гая  | Гуну Гая, Холом-Гаме       |
| Майо-Лемие  | Геленденг | -                          |
| Майо-Бонейе | Бонгор    | Бонгор, Ким, Койом, Ригаза |
| Монт д'Или  | Фианга    | -                          |

## Население
По данни от 1993 година населението на региона наброява 495 339 души.
По данни от 2009 година населението на региона възлиза на 774 782 души.
Основните етнически групи са мусей, маса, тупури, марба, кера, мусгум, ким, колобо, ере и джуман.

## Икономика
Населението е заето предимно в областта на земеделието, риболова, животновъдството и лова.